# Пујулецешти (Алба)
Пујулецешти (рум. Puiulețești) насеље је у Румунији у округу Алба у општини Видра. Oпштина се налази на надморској висини од 849 m.

## Становништво
Према подацима из 2002. године у насељу је живело 67 становника, од којих су сви румунске националности.